# Заворушення в Діжоні (2020)
Заворушення відбулися в місті Діжон, французькому регіоні Бургундія-Франш-Конте. У ніч на 10 червня відбулася бійка, в якій 16-річний чеченський хлопець був побитий французько-арабськими наркодилерами. Свідки стверджували що вони погрожували хлопцю вогнепальною зброєю.[джерело?] Інцидент призвів до напруги між чеченцями та північноафриканцями, які раніше не мали великих проблем один з одним. У відповідь на бійку 150-200 чеченців штурмували мікрорайон Грезель, де проживає багато французьких північноафриканців, щоб помститися наркодилерам.[джерело?]